# Оливера Верица Ђорђевић
Оливера Верица Ђорђевић (Врање, 1922 — Шилово, код Лебана, 26. март 1942), кројачица и учесница Народноослободилачке борбе.

## Биографија
Рођена је 1922. године у Врању у породици Ристе и Тодоре Трајковић (раније Траиков), као друго од троје деце. Породица је због непријатности била приморана да промени презиме у Ђорђевић. Отац Риста Трајковић био је угледни трговац, а мајка Тодора, рођена такође Трајковић, по мајци је потицала из старе и угледне врањске породице. Оливерин прадеда по мајци био је богати врањски чорбаџија Роде Јован, а остали преци по мајци и оцу су потицали из Кратова, Охрида и Трговишта.
Пошто је завршила кројачки занат и добила мајсторско писмо, отворила је свој салон у Врању.
У новембру 1939. године укључује се у рад актива СКОЈ-а у Врању од када активно и редовно учествује у раду СКОЈ-а. У јуну 1941. године је одређена да заједно са сестром Јелицом води рачуна о техници, а средином јула 1941. са још троје другова је растурила велики број летака са прогласом локалног МК КПЈ који су саставили Сима Погачаревић Симпо и Стојадин Младеновић у војну касарну у Врању.
23. децембра 1941. године, након убиства Симе Погачаревића Симпа, одлази из Врања и прикључује се локалном партизанском покрету.
Погинула је 26. марта 1942. године. Након што су били опкољени четничким снагама на брду Шилову код Лебана без изгледа за спасење, Коста Стаменковић, његова ћерка Лепша и Верица Ђорђевић донели су заједничку одлуку да активирају бомбу од које су сви заједно смртно страдали. Бомбу је активирао Коста Стаменковић, који је у том тренутку био члан ЦК КПЈ и који је касније проглашен за народног хероја.
Родно Врање се одужило Верици Ђорђевић давши њено име једној улици у Врању у крају у коме је и сама одрасла, као и Дому за децу и омладину „Оливера Верица Ђорђевић“.